# Bény (Franciaország)
Bény egy település Franciaországban, Ain megyében. Lakosainak száma 769 fő (2022. január 1.). Bény Marboz, Saint-Étienne-du-Bois és Villemotier községekkel határos.

## Népesség
A település népességének változása:
| Lakosok száma | 566  | 537  | 587  | 714  | 718  | 747  | 756  | 754  | 759  | 769  |
|               | 1968 | 1982 | 1990 | 2006 | 2013 | 2015 | 2017 | 2019 | 2020 | 2022 |